# Dykaren
Dykaren är en svensk thrillerfilm från 2000 i regi av Erik Gustavson.

## Handling
En kvinna (Izabella Scorupco) hittas i vågorna på Östersjön av fiskaren Arne (Stefan Sauk) och hans besättning. Utan någon vetskap om kvinnans bakgrund, befinner sig helt plötsligt Arne på flykt undan två rivaliserande gangsterligor. Två vilt skilda bakgrunder och världar som nu länkas samman allt mer.

## Rollista (i urval)
| Izabella Scorupco     | – Irena Walde   |
| Stefan Sauk           | – Arne Nordbeck |
| Bjørn Floberg         | – Claes         |
| Alexander Skarsgård   | – Ingmar        |
| Klaus Maria Brandauer | – Orlov         |
| Tomas von Brömssen    | – Kaptenen      |
| Leif Andrée           | – Söder         |
| Keve Hjelm            | – Gösta         |
| Jarmo Mäkinen         | – Charlie       |

## Om filmen
Filmen spelades under 1999 på den svenska västkusten och hade en produktionsbudget på cirka 25 miljoner kronor. Fiskebåten i filmen heter Atlantic IV i verkligheten och kommer ifrån Grundsund.

## Mottagande
När filmen kom var den tänkt att bli en publiksuccé, men både biopubliken och recensenterna svek filmen. Recensenterna totalsågade filmen, mest på grund av det ointressanta skådespeleriet från rollinnehavarna och det tafatta kameraarbetet.
Den utstuderade produktplaceringen var också något som diskuterades. Flera scener innehåller reklamskyltar på ställen man inte riktigt räknat med, men även radioreklam som ibland hörs alltför tydligt.